# Феррейра Соарес, Адсон
А́дсон Ферре́йра Соа́рес (порт. Adson Ferreira Soares; более известный, как Адсон порт. Adson род. 6 октября 2000, Арагуапас, Гояс) — бразильский футболист, полузащитник клуба «Васко да Гама».

## Клубная карьера
Адсон — воспитанник клубов «Спорт Баруэри», «Гояния», «Ярагуа» и «Коринтианс». 7 марта 2021 года в поединке Лиги Паулиста против «Понте-Прета» Соареш дебютировал за основной состав последних. 30 мая в матче против «Атлетико Гоияниенсе» он дебютировал в бразильской Серии A. 27 июля в поединке против «Куябы» Соареш забил свой первый гол за «Коринтианс». 27 мая 2022 года в матче Кубка Либертадорес против боливийского «Олвейс Реди» Адсон забил гол. 